# Одранський Обреж
Одранський Обреж (хорв. Odranski Obrež) — населений пункт у Хорватії, у складі громади Загреба.

## Населення
Населення за даними перепису 2011 року становило 1 578 осіб.
Динаміка чисельності населення поселення:

## Клімат
Середня річна температура становить 10,74 °C, середня максимальна – 25,34 °C, а середня мінімальна – -6,24 °C. Середня річна кількість опадів – 892 мм.
| Клімат поселення                              | Клімат поселення | Клімат поселення | Клімат поселення | Клімат поселення | Клімат поселення | Клімат поселення | Клімат поселення | Клімат поселення | Клімат поселення | Клімат поселення | Клімат поселення | Клімат поселення | Клімат поселення |
| Показник                                      | Січ.             | Лют.             | Бер.             | Квіт.            | Трав.            | Черв.            | Лип.             | Серп.            | Вер.             | Жовт.            | Лист.            | Груд.            |                  |
| Середній максимум, °C                         | 6,15             | 8,13             | 12,70            | 17,24            | 22,18            | 25,34            | 24,83            | 24,12            | 20,06            | 14,89            | 8,80             | 5,07             |                  |
| Середня температура, °C                       | −0,04            | 1,93             | 6,50             | 11,06            | 16,00            | 19,17            | 20,91            | 20,21            | 16,12            | 10,98            | 4,90             | 1,15             |                  |
| Середній мінімум, °C                          | −6,24            | −4,24            | 0,32             | 4,87             | 9,81             | 12,96            | 17,02            | 16,30            | 12,22            | 7,06             | 0,98             | −2,76            |                  |
| Норма опадів, мм                              | 51               | 48               | 58               | 66               | 77               | 94               | 83               | 90               | 87               | 87               | 87               | 64               |                  |
| Середньомісячна швидкість вітру, м/с          | 1.68             | 1.80             | 2.27             | 2.12             | 2.00             | 1.80             | 1.80             | 1.60             | 1.60             | 1.60             | 1.70             | 1.70             |                  |
| Середньомісячна сонячна радіація, кДж/м²·день | 4129             | 6849             | 10494            | 14947            | 18998            | 20878            | 21795            | 19119            | 14087            | 8662             | 4554             | 3351             |                  |
| --------------------------------------------- | ---------------- | ---------------- | ---------------- | ---------------- | ---------------- | ---------------- | ---------------- | ---------------- | ---------------- | ---------------- | ---------------- | ---------------- | ---------------- |
| Джерело:                                      |                  |                  |                  |                  |                  |                  |                  |                  |                  |                  |                  |                  |                  |